# Porfirio de Gaza
Porfirio (Salónica, ca. 347-Gaza, 26 de febrero de 420) fue un monje cristiano originario de la región de Macedonia, en Grecia, y obispo de Gaza.
Porfirio nació en Salónica (Macedonia) hacia el 347. A los 25 años dejó su ciudad y su familia y se fue de monje a Egipto (ca. 378). Cinco años más tarde pasó a Palestina y se fue a vivir a una cueva cerca del río Jordán. Pero allí la humedad lo hizo enfermar de reumatismo y cinco años después se fue a vivir a Jerusalén, donde cada día visitaba el Santo Sepulcro, el Huerto de los Olivos, el Cenáculo y otros lugares relacionados con Jesús de Nazareth. Confió a un joven llamado Marcos la administración y venta de sus bienes en Macedonia para repartirlos entre los pobres de Jerusalén. Según su hagiografía fue curado de su reumatismo en una de sus visitas al Santo Sepulcro.
Porfirio fue ordenado sacerdote en 392 por Juan II, obispo de Jerusalén y, poco después, fue enviado de misión a Cesarea. Sin embargo, a la muerte de Eneas, obispo de Gaza, fue consagrado obispo de esa diócesis. Trasladado a Gaza, la primera labor del prelado fue evangelizar en medio de los paganos. A pesar de todas las tentativas de sacarlo de la ciudad y de destruir su imagen, para que perdiera la confianza de todos, el obispo siguió firme en su fe e impuso la paz en el lugar, acabando con el paganismo y la brujería por completo, a través de la conversión de sus gentes, apoyado en el Edicto de Salónica. Durante la Pascua de 408 fue inaugurada la nueva catedral. Los últimos años de su vida los pasó instruyendo a sus sacerdotes y visitando los pueblos predicando el Evangelio. Murió el 26 de febrero de 420.
El culto de san Porfirio nació inmediatamente en la región de Gaza, a lo cual contribuyó la biografía escrita por su discípulo Marcos. Es venerado como santo en las iglesias cristianas ortodoxas y católicas.  El Martirologio romano celebra su memoria el 26 de febrero, mientras que en algunas iglesias ortodoxas se celebra el 10 u 11 de marzo (según si el año es bisiesto o no).